# Marek Węglarski
Marek Henryk Węglarski (ur. 26 lipca 1957 w Jeleniej Górze) – polski aktor teatralny. Od 1978 aktor Teatru Żydowskiego w Warszawie.
W 1982 zdał egzamin eksternistyczny dla aktorów dramatu w Warszawie.

## Odznaczenia
- Złoty Krzyż Zasługi – 2005[1]
- Brązowy Medal „Zasłużony Kulturze Gloria Artis” – 2009[2]

## Kariera
| Aktor teatralny Teatr Żydowski w Warszawie - 2008: W nocy na starym rynku. Gorączka jesiennej nocy - 2007: Straszna gospoda - 2006: Tradycja - 2006: Dla mnie bomba - 2006: Zaczarowany krawiec - 2006: Sen o Goldfadenie - 2005: Żyć, nie umierać! - 2005: Publiczność to lubi - 2004: Śpiąca Królewna - 2004: Między dniem a nocą - 2003: Królewna Śnieżka - 2002: Kopciuszek - 2002: Skrzypek na dachu - 2002: Cud Purymowy - 2001: Monisz czyli szatan... - 2000: Kamienica na Nalewkach - 1999: Joszke Muzykant - 1998: ...I stał się cud - 1997: Ballada o brunatnym teatrze - 1995: Kto jest kto - 1995: Uriel Akosta - 1994: Błądzące gwiazdy - 1994: Swat w zielonym szaliku - 1993: My żydzi polscy - 1992: Trubadur z Galicji - 1991: Gdybym był bogaczem - 1990: Dybuk - 1990: Ballada o ślubnym welonie - 1986: Pieśń o zamordowanym... - 1985: Wielka wygrana - 1984: Sen o Goldfadenie - 1984: Rabin i błazen - 1981: Poszukiwacze złota - 1980: Jakub i Ezaw | Aktor filmowy - 2007: Ekipa - 2005: Kryminalni − sąsiad Bozowskiej (odc. 32) - 2003: Psie serce - 2001: Przedwiośnie - 2001: Kocham Klarę - 2001: Boże skrawki - 2000: Miodowe lata - 1999: Wrota Europy - 1999: Miodowe lata - 1997: Boża podszewka - 1993: Żywot człowieka rozbrojonego - 1991: Cheat - 1988: Skrzypce Rotszylda - 1987: Śmieciarz - 1983: The Winds of War - 1982: Austeria - 1979: Gwiazdy na dachu - 1979: Dybuk Teatr Telewizji - 2000: Kamienica na Nalewkach - 1998: Dokument podróży - 1993: Pieśń o zamordowanym żydowskim narodzie |